# Sionistiska Världsorganisationen
Sionistiska Världsorganisationen (hebreiska: ההסתדרות הציונית העולמית) grundades 1897 med namnet Sionistiska Organisationen vid den Första Sionistiska kongressen, som hölls den 29 till den 31 augusti 1897 i Basel, Schweiz. Sionism är det semantiska begreppet av judiskt självstyre. 
Sionistiska Världskongressen hålls idag vart 5:e år. Den 38:e Kongressen sedan Herzl's grundande kommer hållas 2020. I dagens kongress finns 700 säten varav 350 har rösträtt och uppgörs av de Sionistiska Federationerna och deras representerade partier. De andra 350 sätena har ej rösträtt men representeras av alla de medlemsorganisationerna, under Världs Sionistiska Organisationen så som Jewish Agency for Israel, Womens International Zionist Organisation, Keren HaYesod, Keren Kajemet L'Israel med flera.
Sionistiska Organisationen fungerade som paraplyorganisation åt den sionistiska rörelsen. Theodor Herzl, som organiserade den första kongressen, skrev: Jag grundade den judiska staten i Basel... Om fem år kanske, eller åtminstone om femtio år, kommer alla att känna till det.
Sionistiska Världsorganisationen ~har sitt säte i Jerusalem. Runt om i världen inom den judiska diasporan så finns lokala federationer, som Sionistiska Federationen i Sverige med säte i Stockholm. 

## Historik
När Staten Israel blev självständigt 1948, blev den dåvarande ordförande för Sionistiska Kongressen och Jewish Agency David Ben Gurion också preliminärminister för staten Israel, eftersom den Sionistiska Kongressen agerade statsråd fram till inrättandet av Knesset den 14 februari 1949. Även idag har Sionistiska Kongressen en stark anknytning till Knesset, då de nationella valen även avgör budgeten för de olika departementen inom Sionistiska Världsorganisationen. 
År 1960 bytte Sionistiska Organisationen namn till det nuvarande Sionistiska Världsorganisationen.
Medlemskap är öppet för alla men skiljer sig i diasporan om det tecknas individuellt eller via medlemskap i en av medlemsorganisationerna under paraplyorganisationen. Den genomgående tilltagandet av medlemskap är att stödja Jerusalemprogrammet. Organisationen anordnar de sionistiska kongresserna, som hållits regelbundet från 1897. Idag hålls de i Jerusalem. Sionism och Sionistiska Federationerna samt Sionistiska Världsorganisationens roll och vikt har ändrats över åren, idag handlar det mest om att arbeta emot antisemitism, då dagens antisemitism ofta av sionister anses vara lika med anti-sionism. 